# Toma Grigorie
Toma Grigorie (n. 5 mai 1940, Golenți, România) este un poet, eseist, prozator, dramaturg și critic literar român. A debutat în 1966 în revista Ramuri. Debutul editorial a fost cu volumul Visele cuvintelor, în 1981. A fost conferențiar la Facultatea de Litere a Universității din Craiova. Este Membru al Uniunii Scriitorilor din România. Actual este redactor la revista Autograf MJM a Filialei Craiova a Uniunii Scriitorilor din România.

## Studii
Fiu al lui Nicolae și al Elenei Grigorie, Toma a urmat școala primară și liceul la Calafat, susținându-și examenul de bacalaureat la Lugoj, în 1960. Și-a continuat studiile la facultățile de filologie ale Universității din Timișoara și București, absolvind în 1966. Tot la Universitatea din București a obținut în 1983 titlul de doctor în filologie cu teza Critica literară românească de la Kogălniceanu la Maiorescu.

## Activitatea profesională
În anul școlar 1963–1964 a fost profesor la Ciupercenii Vechi, iar între 1964–1966 la Calafat. Între 1966–1968 a activat în cadrul Consiliului raional de pionieri Calafat, iar în perioada 1968–1973 a fost profesor la liceul agricol din Calafat. Din 1973 a venit la Craiova, unde un an de zile a fost secretar-șef la Facultatea de Horticultură a Universității din Craiova. Din 1974 a fost cadru didactic la Facultatea de Litere a aceleiași universități: asistent, lector și conferențiar. În acestă perioadă, între 1996–1997 a petrecut un an ca lector la Institutul de Limbi Romanice al Universității din Poznań, Polonia. Actual este redactor al revistei Autograf MJM a Filialei Craiova a Uniunii Scriitorilor din România. Este Membru al Uniunii Scriitorilor din România.
În 1978 și 1983 a participat la cursuri de vară la Skopje și Ohrida în Macedonia, iar în 1985 și 1922 la Veliko Tărnovo în Bulgaria.

## Opera literară
A debutat în 1966 în revista Ramuri. Debutul editorial a fost cu volumul Visele cuvintelor, în 1981.
Volume de poezie
- Visele cuvintelor (1981),[4]
- Trăiri (1987),[4]
- Seva lucrurilor (1990),[4]
- Dezlănțuind tăcerea (1994),[4]
- Calea de întoarcere (1998),[4]
- Catedrala de sub stern (2002),[4]
- Vârsta copacilor (2007),[4]
- Peste marginile lumii / Over the border of the world (antologie, 2010),[4]
- Cina cea de toamnă (2011),[4]
- Cum pot lăsa poezia să-mi spună adio (2014),[4]
- Fața de pe nisip (2018),[9]
- Cina cea de toamnă (2021).[10]

Proză
- Andreea & Radu – roman (2009),
- Viața din urmă – roman (2017).

Critică și eseuri
- Incursiuni în literatura română (1995),[4]
- Eseuri subsidiare la „Adio, Europa!”, de Ion D. Sîrbu (1999),[4]
- Metaforele teatrului sorescian (2005),[4]
- Marile întâmplări ale omului (2012),[4]
- Focurile lui Hefaistos. Cărți și scriitori clasici și contemporani (2020)[11]

Teatru
- Coiful lui Hades, 5 piese (2013), dintre care au fost puse în scenă la Teatrul Național „Marin Sorescu” din Craiova:

- Ce mai taci Gary? (2010–2015),
- Ferma de lebede (2016).

Traduceri
- Sobor de muze – lirică universală contemporană (2015).

A mai colaborat în periodice la Luceafărul, România Literară, Familia, Vatra, Steaua, Transilvania, Argeș, Mozaicul, Literacka Polska, Varșovia, Delo, Iugoslavia, Knijevno jitie, Macedonia. De asemenea, a colaborat la Limba și literatura română, București, Limba și literatura română Columna, Finlanda, Almanahul Ramuri, Analele și volumele consfătuirilor Universității din Craiova, Almanahul Festivalului Internațional din Poznań, Volumele de cercetări ale Cursurilor de vară din Macedonia.